# Anisodera propinqua
Anisodera propinqua es un coleóptero de la familia Chrysomelidae.
Fue descrita científicamente por primera vez en 1888 por Baly.